# August Schlingmann
August Schlingmann (* 17. Oktober 1901 in Lüdenscheid; † 12. November 1993 ebenda) war ein deutscher Politiker (SPD). Er war von 1950 bis 1966 Mitglied des Landtags von Nordrhein-Westfalen und von 1953 bis 1961 Oberbürgermeister der Stadt Lüdenscheid.

## Leben
Nach der Volksschule machte August Schlingmann eine Lehre als Schlosser. Er studierte in den Jahren 1928 bis 1929 an der Akademie der Arbeit in Frankfurt. Vor dem Jahr 1944 hatte er in der Industrie gearbeitet, 1946 und 1947 war er als Betriebsprüfer tätig, danach als SPD-Parteisekretär.
Schlingmann war im Jahr 1919 Gewerkschaftsmitglied geworden und der Sozialistischen Arbeiter-Jugend beigetreten. Mitglied der SPD wurde er 1922. In Lüdenscheid wurde er bereits 1929 zum Ratsherrn gewählt und blieb es bis zum Ende der Weimarer Republik 1933. Im Jahr 1952 wurde er wieder in den Stadtrat gewählt, und im folgenden Jahr 1953 zum Oberbürgermeister der Stadt Lüdenscheid. Das Amt hatte er bis zum Jahr 1963 inne. Schlingmann wurde von der zweiten bis zur fünften Wahlperiode jeweils als Direktkandidat der SPD im Wahlkreis 126 (Lüdenscheid-Altena-Land-West bzw. Lüdenscheid-Stadt-Altena-Land-West) in den nordrhein-westfälischen Landtag gewählt. Er war also vom 5. Juli 1950 bis zum 23. Juli 1966 Landtagsabgeordneter.
Am 2. Februar 1962 wurde Schlingmann mit dem Verdienstkreuz 1. Klasse der Bundesrepublik Deutschland und 1966 mit dem Ehrenring der Stadt Lüdenscheid ausgezeichnet.